# Orthosia flavolinea
Orthosia flavolinea là một loài bướm đêm trong họ Noctuidae.